# 東紫村
東紫村（ひがしむらさきむら）は、福岡県企救郡にあった村。現在の北九州市小倉南区の一部にあたる。

## 地理
紫川の東に位置していた。

## 歴史

### 沿革
- 1889年（明治22年）4月1日 - 企救郡北方村、守恒村、徳力村、南方村、志井村が合併して村制施行し、東紫村が設立[1][2]。
- 1907年（明治40年）6月1日 - 企救郡城野村と合併し企救村を新設して廃止された[1][2]。

### 地名の由来
紫川の東に位置し、西紫村の対として東紫村と名付けられた。

## 陸軍施設
- 歩兵第47連隊
- 騎兵第12連隊
- 野砲兵第12連隊
- 工兵第12大隊
- 輜重兵第12大隊